# František Vavřinec Korompay
František Vavřinec Korompay, německy Franz Lorenz, nebo Laurenz (10. srpna 1723 Rohatec – 11.?srpna 1779 Brno) byl moravský pozdně barokní malíř, převážně sakrálních závěsných obrazů a portrétů, výjimečně i s tematikou žánru. Jeho díla jsou zastoupena nejhojněji na území města Brna ale i na ostatních místech Moravy.

## Život

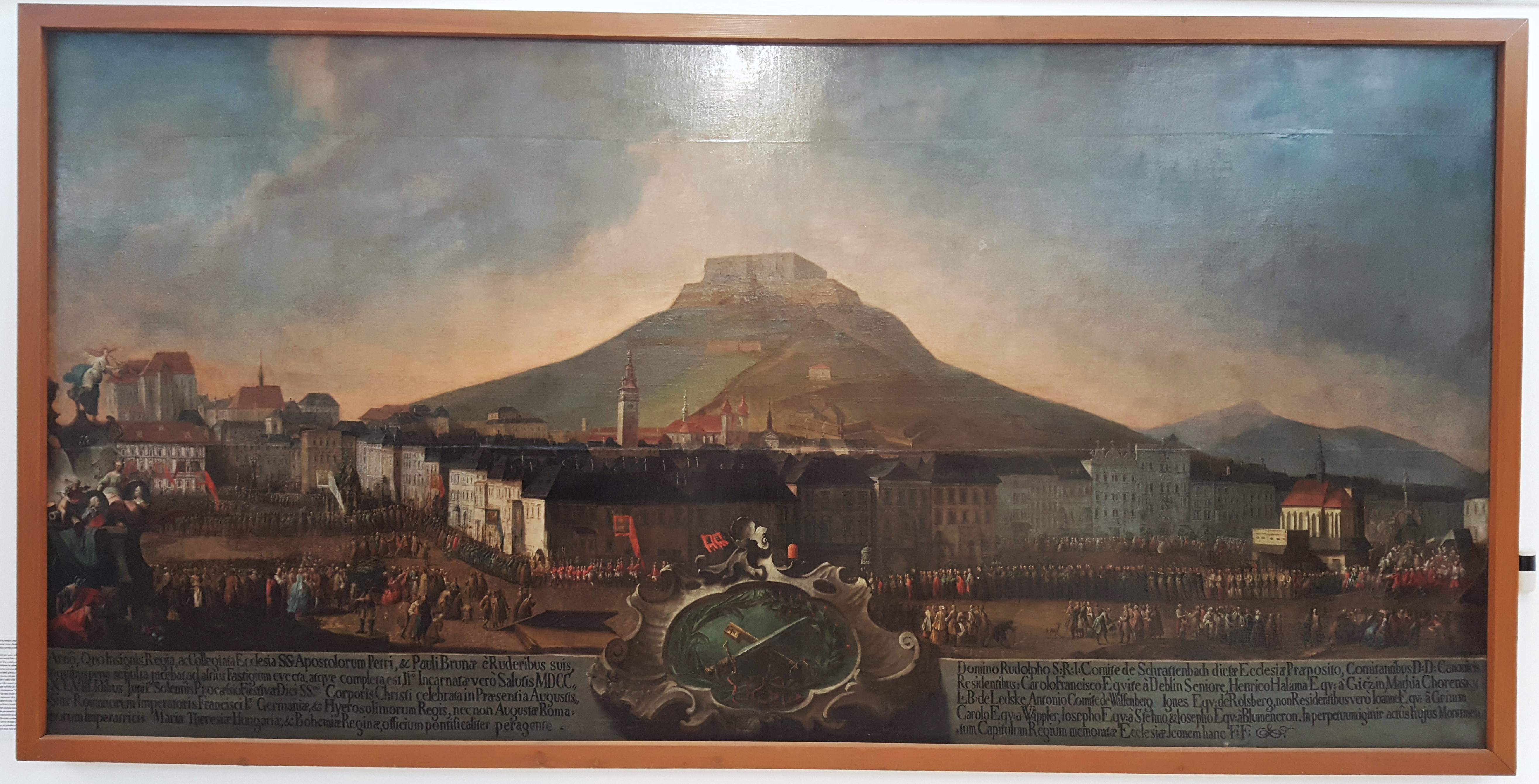
Průvod Božího těla (1750), MMB

O jeho původu a životě se dochovalo málo informací. František Vavřinec Korompay se narodil roku 1723 v Rohatci u Strážnice a byl pokřtěn 10. srpna ve strážnickém kostele sv. Martina. Kvůli jeho nezvyklému jménu lze uvažovat, že jeho rodiče pocházeli patrně z Uher. Podle sochaře Ondřeje Schweigla se Korompay vyskytoval kolem roku 1747 v Kroměříži, kde se měl potkat se svým pozdějším učitelem Františkem Antonínem Palkem. Ten zde pracoval ve službách olomouckých biskupů a jsou zde dochovány jeho portréty. Po krátkém období se oba malíři vydali společně do Brna.
V Brně je poprvé Korompayova přítomnost doložena malbu vzniklou ke příležitosti slavnosti Božího těla, konané 13. června 1748 za přítomnosti císařského páru. 28. října 1750 se zřejmě již usazený malíř oženil s Barborou Kučerovou v kostele sv. Jakuba. Ze sňatku se jim postupně narodilo do roku 1768 devět dětí, 6 chlapců a 3 dívky.
Korompayova práce, která se rozprostírala po brněnských chrámech a potažmo Moravě nedokázala zřejmě pokrýt výdaje početné rodiny. Schweigl znovu podotýká, že malíř nikdy nezískal měšťanské právo a tím pádem nemohl ve městě vlastnit ani dům. Korompay zemřel ve skromných poměrech patrně 11. srpna 1779 v domě č. 146 na dnešní ulici Orlí. Pokračovatelem tradice se stali jeho synové Josef Václav (1756–1829) a Leopold Florián (1771–1829). První z nich je doložen Brně, Rajhradě a na Olomoucku. Z jeho nepříliš kvalitního díla nemáme zachováno mnoho příkladů. Syn Leopold se stal knězem a věnoval se hlavně krajinomalbě a portrétní tvorbě.

## Dílo

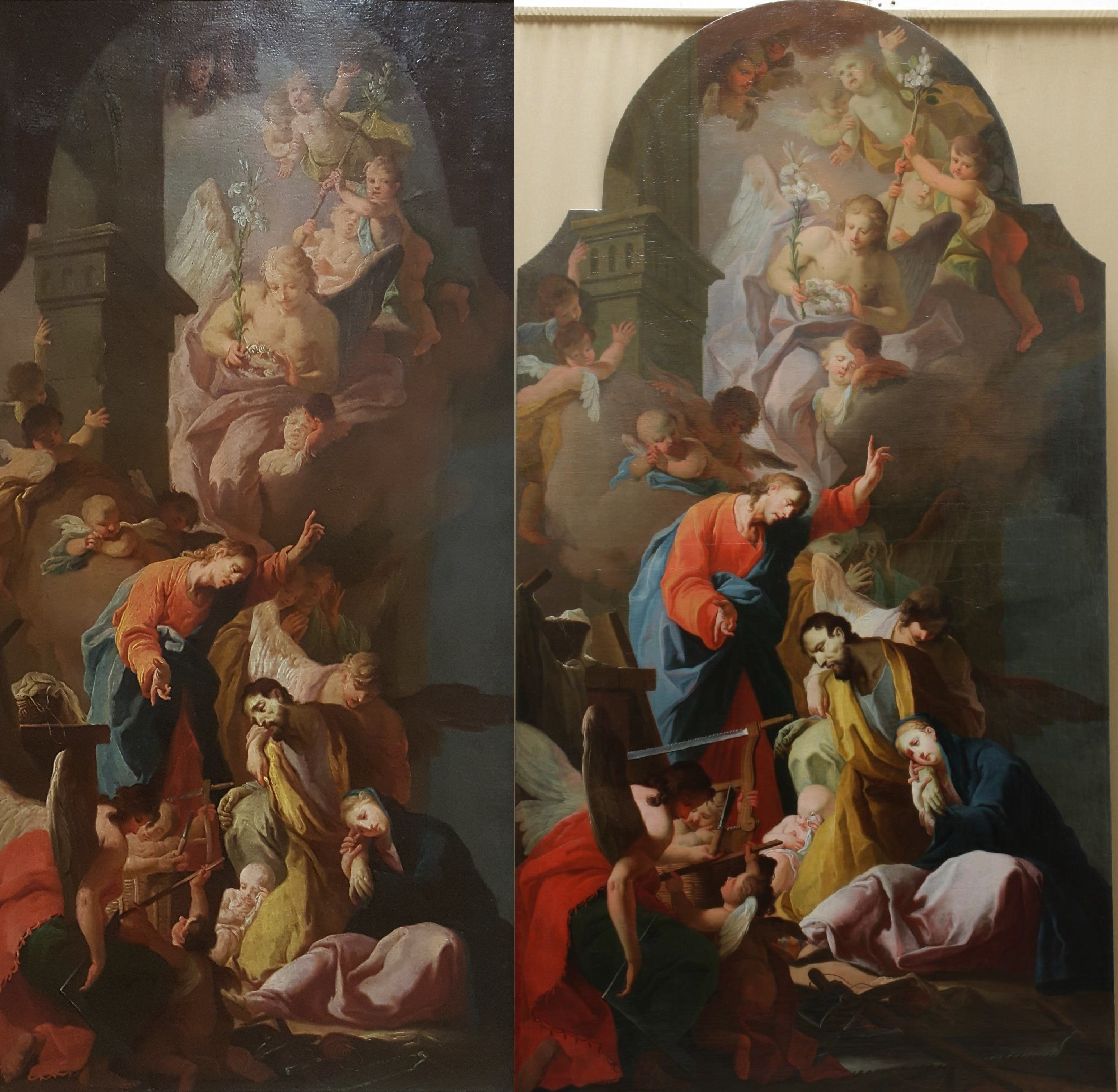
Smrt sv. Josefa (1762) – skica a výsledný obraz, Moravská galerie a kostel sv. Jakuba, Brno

Korompay využívat tradiční barokní kompozice, které se promítaly do esovitého a expresivního postoje světeckých figur. Obličeje se vyznačují orlím nosem. Drapérie působí těžkým dojmem ale přesto s velice propracovanými detaily.  U monumentálních kompozic se často dopouštěl nevyváženosti prostorového rozvržení zobrazované scény. Z barev užíval zprvu zářivých a pastelových odstínů, z nichž si nejvíc oblíbil červenou a zelenou. Malíř dokázal i bravurně pracovat se světlem, kdy paprsky světla vycházející ze středu plátna oživují děj.
Byl tvůrcem nejen rozměrných sakrálních pláten, reprezentativních podobizen ale i dnes převážně nezachovaných kabinetních obrazů. Malířův současník sochař Ondřej Schweigl, který se zřejmě s Korompayem znal osobě, o něm napsal ve svých pojednáních: „Jeho stěžejní tvorbou je především portrét, ale také historické a oltářní obrazy“. A dále ho schválí pro jeho lehký, měkký a příjemný štětec.
Pozdní dílo charakterizováno klasicizujícími tendencemi. Barvy se stávají umírněnějšími se smyslem pro jemné světelné přechody, které dotváří intimní pozadí jeho obrazů.

### Seznam děl

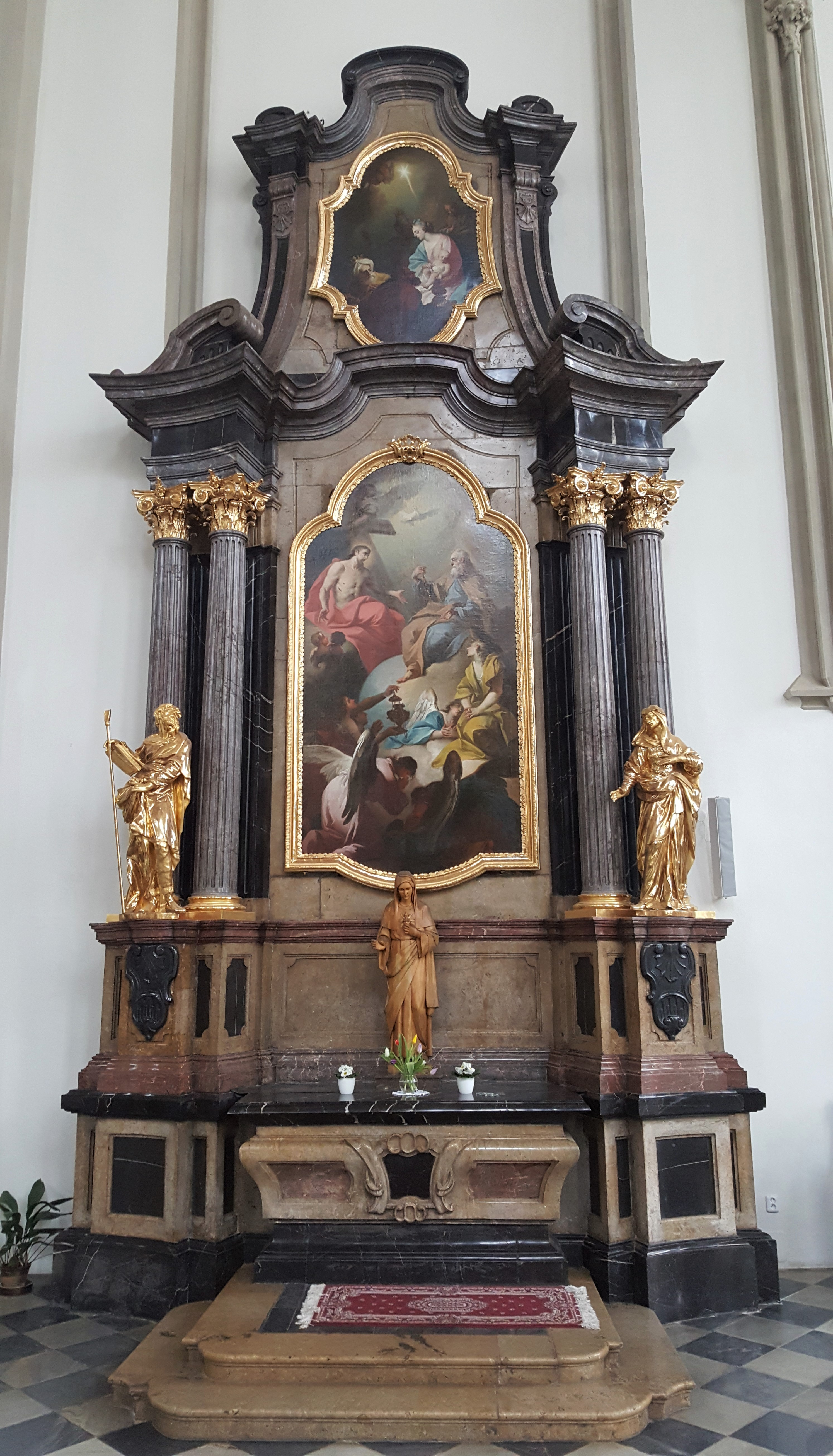
Oltář sv. Trojice v kostele sv. Jakuba v Brně s Korompayovými obrazy (po 1765)

#### Brno
- Kostel sv. Jakuba
  - Nejsvětější Trojice, Klanění tří králů (po 1765) – boční oltář
  - Smrt sv. Josefa (1762) – boční oltář, signováno, k obrazu se dochovala skica v Moravské galerii[7]
  - Čtrnáct sv. pomocníků (1765–1770) – boční oltář
  - Nanebevzetí Panny Marie (1769) – boční oltář, signováno
- původně na oltářích sv. Jakuba
  - Loučení sv. Judy Tadeáše a sv. Šimona (kolem 1750–1760) – Vranov, kostel Narození Panny Marie, sakristie, k obrazu se dochovala skica v Moravské galerii[8]
  - Umučení sv. Šebestiána (kolem 1750–1760) – fara u sv. Jakuba, signováno, k obrazu se dochovala skica v Moravské galerii[9]
  - Alegorie Boží Spravedlnosti; sv. Agáta; sv. Rozálie; sv. František z Pauly; sv. Roch (kolem 1770) – fara u sv. Jakuba, predelové a nástavcové obrazy z bočních oltářů
- Loretánský kostel při klášteře minoritů
  - Kladení do hrobu; Loučení Krista s Pannou Marií (oba 1775–1779); Kristus na hoře Olivetské (asi 1750–1760); Kázání sv. Jana Křtitele (kolem 1765) – závěsné obrazy na zdech ambitu
  - Panna Marie Bolestná (1765) – oltář na vrcholu Svatých schodů, signováno
- Kostel sv. Janů při klášteře minoritů
  - Vera effigies sv. Josefa Kopertinského (1767–1769) – tabernákl bočního oltáře sv. Jana Nepomuckého
- Kostel sv. Máří Magdalény
  - sv. Florián; sv. Václav (kolem 1756) – nad vchody v presbytáři, v majetku Moravské galerie
- Kostel sv. Michala
  - sv. Blažej; sv. Valentin (1765–1770) – predely bočních oltářů v lodi; sv. Vendelín (kolem 1760) – sakristie
- Katedrála sv. Petra a Pavla
  - Smrt sv. Václava (1779–1784); sv. Prokop (1777) – boční oltáře

##### Muzea a církevní instituce
- podobizna architekta Františka A. Grimma, Moravská galerie (50. léta 18. stol.)Moravská galerie

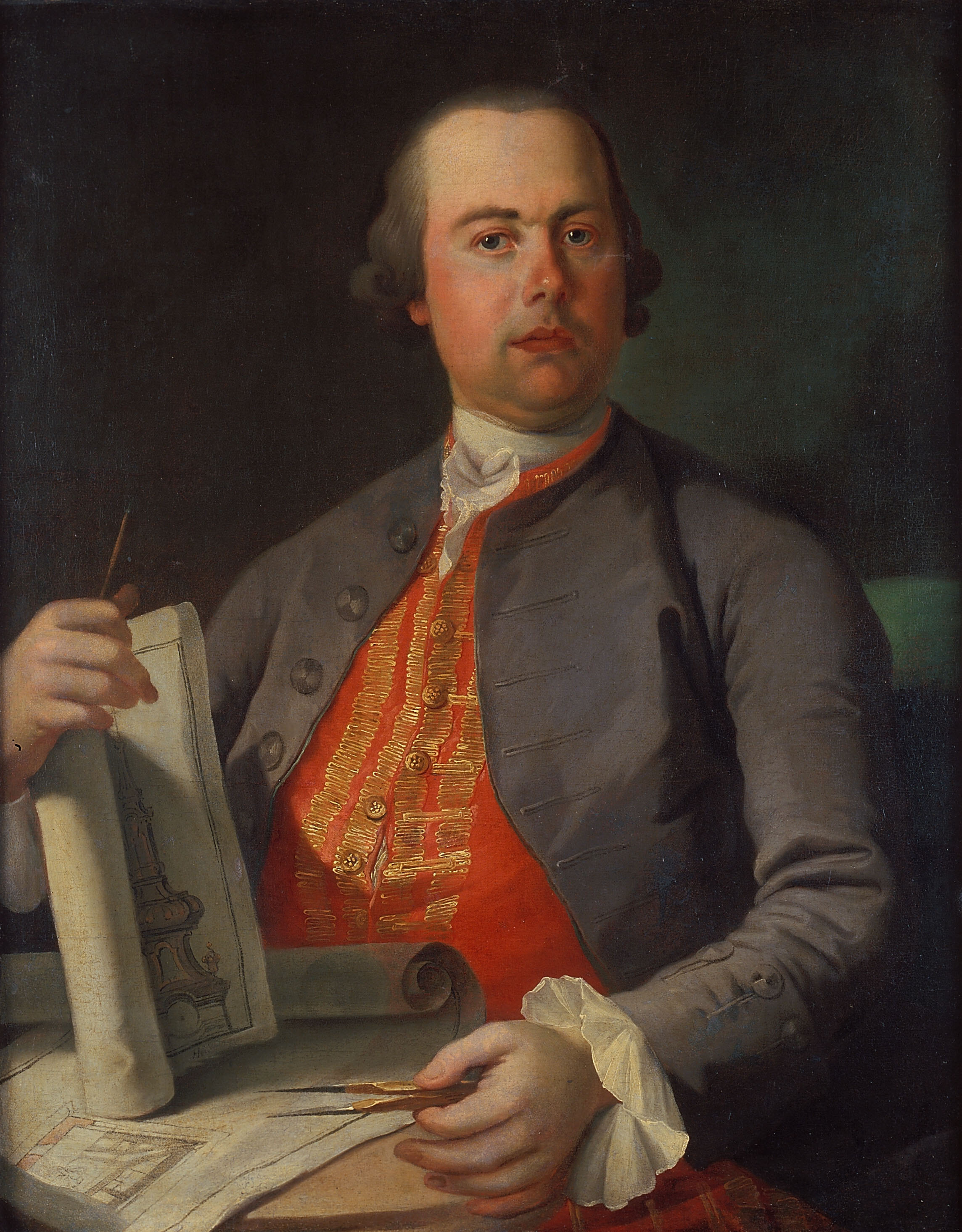
podobizna architekta Františka A. Grimma, Moravská galerie (50. léta 18. stol.)

  - Smrt sv. Josefa (kolem 1750–1760)[10]; Immaculata (konec 60. let)[11]; sv. Cyril[12]; Křest knížete Svatopluka sv. Metodějem (oba 1760–1765)[13]; Zvěstování Panně Marii (Zasnoubení) (po 1770)[14]; podobizna architekta (Františka Antonína Grimma) (50. léta 18. stol.) – portrét[15]
- Augustiniánský klášter na Starém Brně, obrazárna
  - sv. Tomáš Akvinský (kolem 1770)
- Muzeum města Brna
  - poprsí ženy (hlava Madony) (asi kolem 1776); brněnský radní Johann Wenzel Kurtz (2. polovina 18. stol.) – portrét; papež Klement XIV. (po 1769) – portrét, signováno; Průvod Božího těla (1750) – signováno
- Brno, klášter alžbětinek
  - matka představená Marie Agnes Baÿerwekinová (1775) – portrét, signováno na rubu

#### Morava
- Bohuňovice, kostel sv. Jana Křtitele
  - sv. Barbora, sv. Florián (po 1765) – boční oltáře
- Dědice, kostel Nejsvětější Trojice
  - sv. Jan Nepomucký doporučuje Panně Marii sv. Jana Sarkandera; Vyučování Panny Marie (oba 1773) – boční oltáře, obraz Vyučování Panny Marie signován
- Dolany, kostel sv. Matouše
  - Povolání sv. Matouše (1778–1779) – hlavní oltář, signováno
- Horní Dubňany, kostel sv. Petra a Pavla
  - Klanění Tří králů; Nejsvětější Trojice (oba 1775) – boční oltáře, obraz Tří králů signován
- Hradisko, kostel Všech svatých
  - Všichni svatí s Pannou Marií a Nejsvětější Trojicí (70. léta 18. stol.) – hlavní oltář
- Kdousov, kostel sv. Linharta
  - sv. František z Pauly; Vyučování Panny Marie (oba kolem 1765) – predely bočních oltářů, obraz sv. Františka signovaný
- Měnín, kostel sv. Markéty
  - sv. Jan Nepomucký (kolem 1770) – boční oltář, signováno
- sv. Filip, klášterní kostel v Předklášteří (60. léta 18. stol.)Milotice, kostel Všech svatých

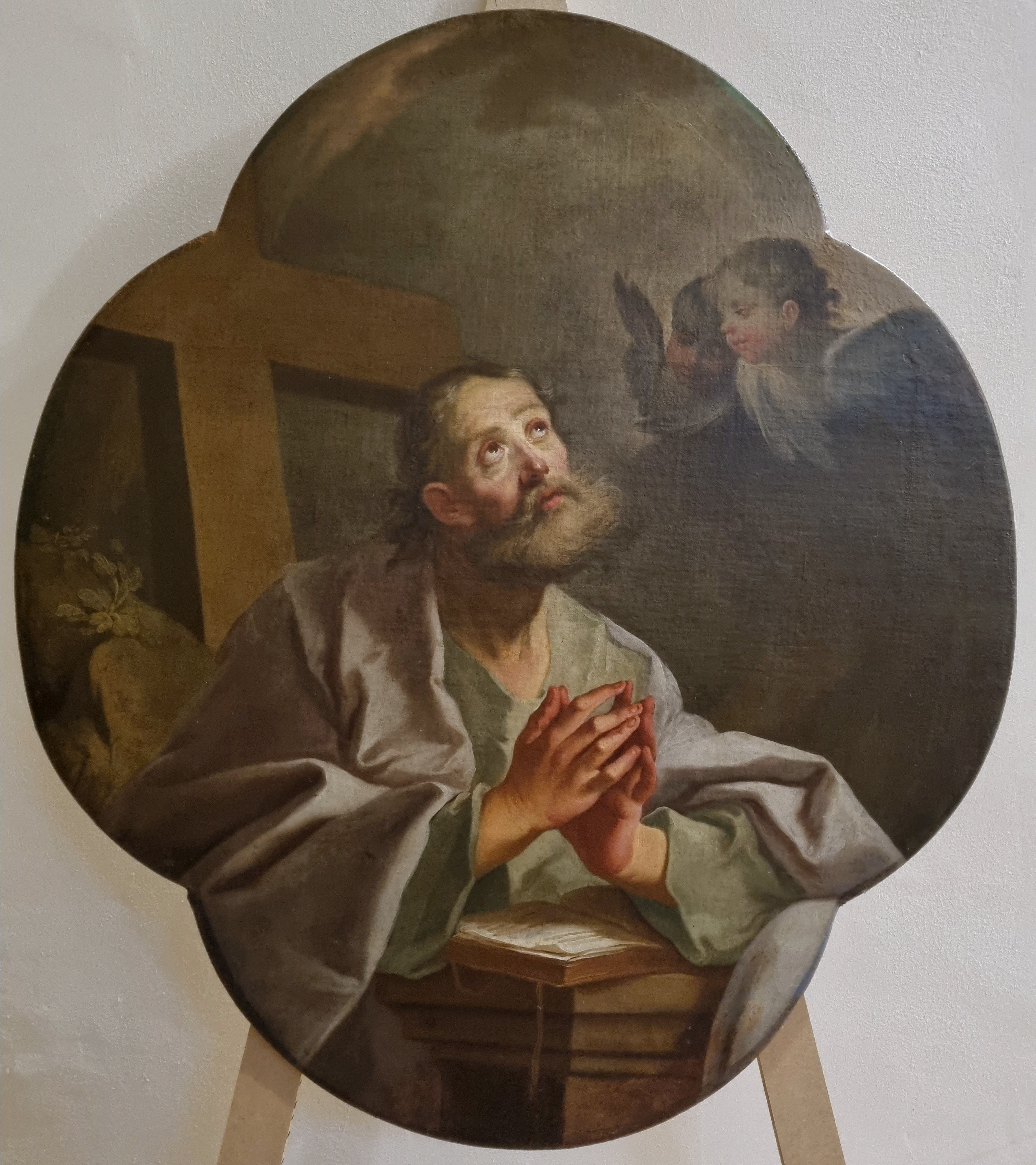
sv. Filip, klášterní kostel v Předklášteří (60. léta 18. stol.)

  - sv. Alexej; sv. Alois Gonzaga; sv. Otýlie; sv. Vendelín (1773–1775) – stěna presbytáře a predely bočních oltářů
- Moravská Třebová, kostel sv. Josefa
  - sv. Bonaventura; sv. Jakub Vetší; sv. Ludvík z Toulouse; sv. Roch (1760–1765) – predely bočních oltářů
- Předklášteří, bývalý kostel cisterciaček Nanebevzetí Panny Marie
  - sv. Filip; sv. Jakub Menší (60. léta 18. stol.) – nad výklenky v presbytáři
- Rozsochy, kostel sv. Bartoloměje
  - Apoteóza sv. Jana Nepomuckého; sv. František z Assisi (1764–1765) – boční oltář; sv. Máří Magdaléna; sv. Petr (1764–1765) – sakristie
- Rožná, kostel sv. Havla
  - sv. Havel uzdravuje kněžnu Fridiburgu (1760–1770) – hlavní oltář
- Strážnice, kostel Nanebevzetí Panny Marie
  - sv. Blažej; sv. Valentin (asi 1760–1770) – predely bočních oltářů
- Třebíč, kostel sv. Martina
  - sv. Anna Samotřetí; Svatá Rodina (1750–1760) – stěna pod kruchtou, pochází z bočních oltářů
- Třebíč, bazilika sv. Prokopa
  - Ukřižování s Pannou Marií, sv. Janem Evangelistou a sv. Máří Magdalénou (kolem 1760) – stěna kruchty
- Uherský Brod, kostel Neposkvrněného početí Panny Marie
  - Příbuzenstvo Kristovo (1770–1775) – boční oltář, signováno

#### Čechy
- Fořt, kostel Nejsvětější Trojice
  - Korunování Panny Marie Nejsvětější Trojicí (1775) – hlavní oltář, k obrazu byla nezachová skica
- Polička, hřbitovní kostel sv. Michala
  - Luciferův pád (kolem 1770) – hlavní oltář, signováno, k obrazu se dochovala skica v Moravské galerii[16]

#### Křížové cesty
- Ostrava, kostel sv. Václava – 14 obrazů křížové cesty (před 1779)
- Rozsochy, kostel sv. Bartoloměje – 14 obrazů křížové cesty (60. léta 18. stol.)
- Velké Hoštice, kostel sv. Jana Křtitele – 14 obrazů křížové cesty (1773–1776)

#### Muzea a církevní instituce

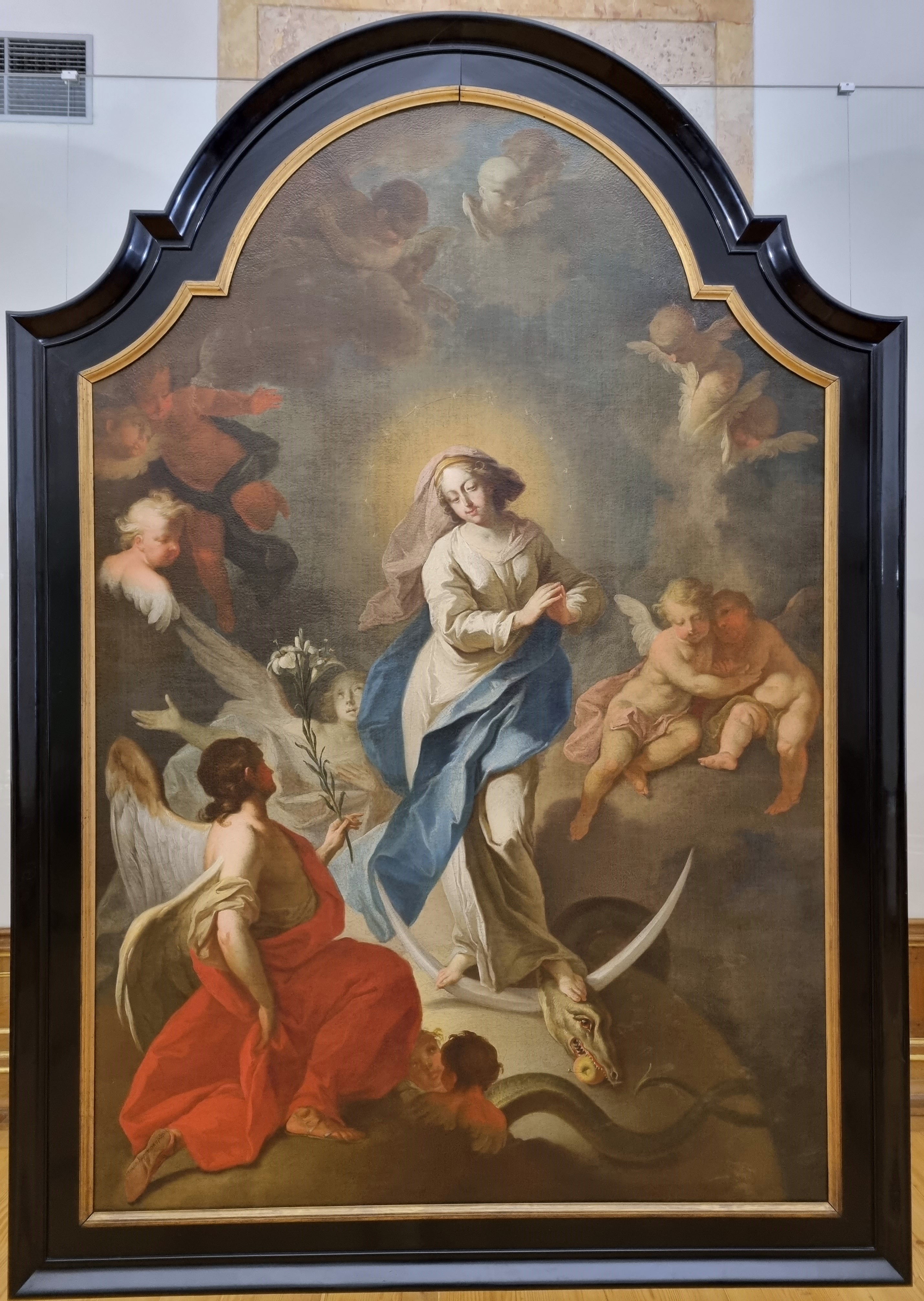
Immaculata, Muzeum umění Olomouc (1769)

- Immaculata, Muzeum umění Olomouc (1769)Bratislava, Slovenská národná galéria
  - Laktace sv. Bernarda z Clairvaux (kolem 1750–1760)
- Jihlava, Muzeum Vysočiny Jihlava
  - Kristus a cizoložnice (asi 1760–1770) – vystaven na hradě Roštejn
- Kynžvart, zámek
  - Immaculata se sv. Annou, sv. Jáchymem, archanděly Michalem a Rafaelem a Nejsvětější Trojicí (kolem 1760) – kabinetní obraz
- Olomouc, Muzeum umění
  - Immaculata (1769) – původem z kostela sv. Jakuba na Předhradí; Zpověď královny Žofie (asi 60. léta 18. stol.) – zapůjčeno Arcibiskupstvím olomouckým – kabinetní obraz; Slavnostní vjezd kardinála Troyera do Olomouce (asi 1783) – dílo okruhu
- Polička, Městské muzeum a galerie
  - sv. František z Assisi; sv. Petr z Alkantary (oba 1760–1765) – pochází z kostela sv. Máří Magdalény v Brně
- Praha, Národní galerie
  - sv. Metoděj křtí knížete Svatopluka (po 1765)
- Rajhrad, klášter benediktinů
  - Tři králové; Zasnoubení Panny Marie (kolem poloviny 18. stol.) – protějškové kabinetní obrazy; probošt benediktinského kláštera Otmar Conrad (asi 1770) – portrét
- Lešná, zámek (Muzeum regionu Valašsko)
  - komtesa Anna Marie Chorynská z Ledské (asi 1767) – portrét
- Vyškov, Muzeum Vyškovska
  - Vyučování Panny Marie (polovina 18. stol.) – původně na oltáři vyškovské kaple sv. Anny
- Výšovice, fara
  - probošt augustiniánského kláštera ve Šternberku Aurelius Augustinus (1768) – portrét, signováno, zapůjčeno do Moravské galerie v Brně[17]
- Znojmo, Jihomoravské muzeum
  - Immaculata s putti nesoucími mariánské symboly (před 1779) – kabinetní obraz; sv. Agáta (polovina 18. stol.), podobizna malíře Pietra Berrettiniho da Cortona – pochází z klášterní knihovny v Louce

## Galerie
- Nanebevzetí Panny Marie, kostel sv. Jakuba, Brno (1769)
- sv. Tomáš Akvinský, Augustiniánský klášter na Starém Brně (kol. 1770)
- Laktace sv. Bernarda, SNG, Bratislava (kolem 1750–1760)
- Svatá Rodina, kostel sv. Martina, Třebíč (1750–1760)
- Svatý Blažej, kostel sv. Michala, Brno (1765–1770)
- Portrét Johanna W. Kurtze, MMB (2. pol. 18. stol.)
- Svatý Prokop, katedrála sv. Petra a Pavla, Brno (1777)